# Diadegma colutellae
Diadegma colutellae là một loài tò vò trong họ Ichneumonidae.